# Ranunculales
Ordinul Ranunculales face parte alături de Ordinele Magnoliales, Piperales, Papaverales, Aristolochiales și Nymphaeales din subclasa Magnoliidae.

## Caracteristici
- Acest ordin cuprinde înspecial plante erbacee.
- Etapa de evoluție. Speciile încadrate în acest ordin prezintă multe caractere de primtivitate, dar în acest ordin sunt cuprinse și genuri mai evoluate, la care apar unele caractere de superioritate.
  - Eelemnte de inferioritate 
    - Floarea. Dispoziția spiralată a elementelor florale. 
      - Androceul. Polimer
      - Gineceu. Polimer

  - Elemente de superioritate întâlinte la genurile mai evoluate.
    - Floarea. Floarea zigomorfă
      - Ovul. Anatrop

    - Sămânța. Sîmânța albuminată